# Andreas Oschkenat
Andreas Oschkenat (República Democrática Alemana, 9 de junio de 1962) es un atleta alemán retirado especializado en la prueba de 60 m vallas, en la que consiguió ser medallista de bronce europeo en pista cubierta en 1983.

## Carrera deportiva
En el Campeonato Europeo de Atletismo en Pista Cubierta de 1983 ganó la medalla de bronce en los 60 m vallas, con un tiempo de 7.63 segundos, tras el también alemán Thomas Munkelt  (oro con 7.48 segundos) y el finlandés Arto Bryggare  (plata con 7.60 segundos que fue récord nacional).